# شیمی بدن (فیلم ۱۹۹۰)
شیمیِ بدن (به زبان انگلیسی: Body Chemistry) یک فیلم آمریکایی محصول سال ۱۹۹۰ به کارگردانی کریستین پیترسون است.